# L'Institutrice du village
Pour les articles homonymes, voir L'Institutrice.

L'Institutrice du village (en russe : Сельская учительница), est un film soviétique réalisé par Marc Donskoï, sorti en 1947.

## Synopsis
Par l'entremise de Macha, Varia rencontre Sergueï Dmitrievitch au bal de fin d'études de son lycée à Saint-Pétersbourg. Alors qu'ils sont sur le point de se marier, la police tsariste arrête Sergueï pour activité révolutionnaire et Varia part enseigner au petit village de Chatry au cœur de la taïga sibérienne.

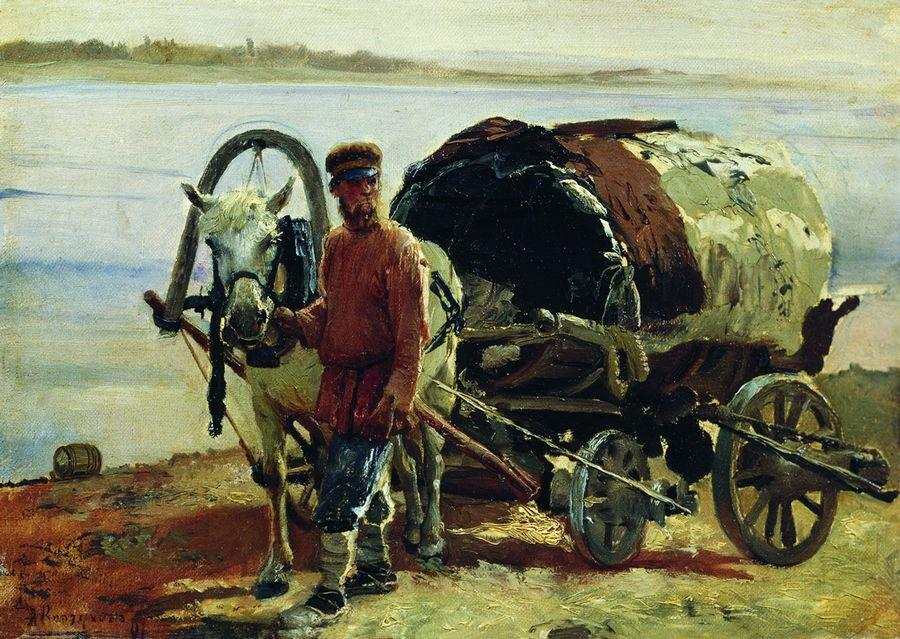
Un iemschik et sa télègue
Alexeï Korzoukhine (1891)

L'iemschik qui conduit la télègue la transportant vers son affectation l'avertit sans ménagements de ce qui l'attend : les gens du village doivent travailler à la mine pour survivre et leurs mains ne sont pas faites pour écrire. 
Mais Varia est jeune, a du caractère et un idéal. Non seulement secondée par le fidèle Igor Petrovitch, elle fidélise ses jeunes élèves et découvre de jeunes talents mais elle s'intègre à la vie du village en empêchant par exemple Klim de battre son épouse et en arrachant à des koulaks l'argent nécessaire à la reconstruction de la maison de Dounia Ostrogova détruite par un incendie. En revanche, elle ne réussit pas à faire rentrer Prov Voronov au collège qui, bien qu'ayant obtenu d'excellentes notes, est refusé car il ne peut prétendre à obtenir une bourse au vu de ses origines plébéiennes.
Trois ans d'une vie rythmée par les saisons s'écoulent. Un beau matin Sergueï arrive au village et les trois ans de séparation et de frustration sont vite oubliés. Varvara et son compagnon se marient au milieu des villageois qui célèbrent leur union avec un entrain extraordinaire. Cette fois le mariage a pu se célébrer; hélas la police tsariste emmène à nouveau Sergueï et les jeunes époux sont arrachés l'un à l'autre.
Lorsque le tsar est destitué, elle retrouve son mari mais bientôt celui-ci doit repartir pour combattre dans les rangs de l'armée rouge. Mortellement blessé, il est ramené à Chatry où il meurt dans les bras de son épouse.
Surmontant l'épreuve elle reprend son travail et prévenue par Nicolas, un de ses élèves, elle fait avorter un complot koulak organisé par Boukov, le père de Nicolas. Cette conspiration visait à incendier l'école et à égorger l'institutrice.
Le temps passe, la Terre tourne. Le petit village de Chatry est devenu une cité minière et la petite école en rondins du village a été transformée en un bâtiment important à l'architecture contemporaine. Varvara Vassilievna Martinova en est la directrice chevronnée qui reçoit la visite d'anciens élèves, occupant maintenant des postes de responsabilité dans la nouvelle société. Ceux-ci vont à nouveau être appelés à lutter contre l'envahisseur nazi à l'instar de Tania, Zoïa Kosmodemianskaïa, dont Varia vante l'héroïsme.
Même les pires choses ont une fin et Varvara est devenue une vénérable notable décorée qui doit fêter la victoire au cours de cérémonies formelles et compassées où les nouvelles huiles doivent exécuter au mieux les figures imposées par la vie en société.

## Fiche technique
- Titre original : Сельская учительница
- Titre français : L'Institutrice du village
- Réalisation : Marc Donskoï
- Assistant du réalisateur : Rafaïl Perelstein
- Scénariste : Maria Smirnova
- Photographie : Sergueï Ouroussevski
- Son : Sergueï Iourtzev
- Montage : A. Soboleva
- Décors : P. Pachkévitch, David Vinnitski
- Costumes : Olga Krouchinina
- Musique : Lev Schwartz
- Maquillage : Vladimir Yakovlev
- Effets spéciaux : A. Krylov directeur artistique des effets spéciaux, L. Sazanov effets spéciaux photographiques
- Production : K. Nikolaievitch producteur associé, Rafaïl Perelstein producteur, V. Tchaïka directeur de production, D. Goubovski directeur de production associé, Leonid Loukov producteur artistique
- Société de production : Soyouzdet film
- Pays d'origine :  Union soviétique
- Sociétés de distribution : Ceskoslovenská Filmová Spolecnost, Artkino Pictures
- Date de sortie : le 30 octobre 1947
- Format : Noir et blanc - 35 mm - 1,37 : 1 - Son mono
- Durée : 104 minutes

## Distribution
- Emma Balachova : Dounia Ostrogova enfant
- Vladimir Belokourov : Boukov, mineur dans la mine d'or
- Boris Beliaïev : Ivan Zernov, un écolier
- Oleg Chmeliev : Nikita Boukov, un écolier
- Mikhaïl Glouzski : soldat partant pour le front
- Anatoli Ganichev : Iefim et Sergueï Tsygankov enfants
- Alexeï Konsovski : Kolia Charyguine
- Vladimir Lepechinski : Prov Voronov enfant
- Anna Lissianskaïa : Dounia Ostrogova
- Nadir Malichevski : Ivan Tsygankov
- Vera Maretskaïa : Varvara Vassilievna Martynova, l'institutrice (dite Varia ou Varenka)
- Vladimir Marouta : Voronov, mineur dans la mine d'or
- Fiodor Odinokov : koulak
- Pavel Olenev : Igor Petrovitch, concierge de l'école
- Dmitri Pavlov : Prov Voronov adulte
- Rostislav Pliatt : le directeur de l'école secondaire
- Boris Roungue :
- Daniil Sagal : Sergueï Dmitrievitch Martynov
- Alexandre Sousnine : Sergueï Tsygankov
- Alexandre Zoukov : koulak
- N. Bertchadskaïa
- A. Lsak
- M. Maritka

## Distinctions
- 1947 : Prix d'État de l'URSS, degré 1, décerné au réalisateur Marc Donskoi, à la scénariste Maria Smirnova, à l'opérateur Sergueï Ouroussevski et à l'interprète Maria Maretskaya
- 2008 : Sélectionné pour le Kyiv International Film Festival Molodist

## Autour du film
- Le film sur le DVD édité par R.U.S.C.I.C.O